# Референдум за независимост на Иракски Кюрдистан (2017)
Референдумът за независимост на Иракски Кюрдистан през 2017 г. се провежда на 25 септември.
Резултатите показват, че 92,73 процента от участвалите се обявяват за независимост.

## Бюлетин
Бюлетинът при гласуването е на кюрдски, арабски, турски и сирийски език. В него е поставен въпросът: „Искате ли районът на Кюрдистан и районите с кюрди извън администрацията на региона да станат независима държава?“

## Иракски Кюрдистан
През юни 2017 г. основните политически партии в Иракски Кюрдистан взимат решение да проведат референдум за независимост. Планирано е да се проведе във всичките 3 области на Кюрдския автономен район (наричан Иракски Кюрдистан), както и в съседни области с кюрдско население, за които регионалното правителство на Кюрдския автономен район и централното правителство на Ирак.

## Международни реакции

### За
Страни, чиито правителства се обявяват за провеждане на референдума:
- Израел: През септември 2017 г. министър-председателят Бенямин Нетаняху заявява, че подкрепя опита на кюрдите да създадат собствена държава по законен начин.

### Против
- На 18 септември 2017 г. генералният секретар Антониу Гутериш на Организацията на обединените нации се обявява срещу провеждането на референдума[4].

Страни, чиито правителства се обявяват против провеждане на референдума:
- Ирак: В изявление от април 2017 г. премиерът на Ирак Хайдер ал Абади коментира, че уважава правото на референдум за независимост на кюрдите, но не счита момента за подходящ за провеждането му[2]. На 12 септември 2017 г. парламентът на Ирак гласува, че провеждането на референдума е незаконно[5]. На 18 септември 2017 г. Върховният съд на Ирак издава заповед за спиране на организирането на референдума[6].
- Иран: На 10 юни 2017 г. говорителят на външното министерство на Иран Бахрам Гасеми заявява, че „принципната позиция на Иран е да подкрепя териториалната цялост на Ирак“.
- САЩ: На 22 септември 2017 г. президентът Доналд Тръмп при среща с президента на Турция заявява, че не подкрепя референдума за независимост[7].
- Турция: На 22 септември 2017 г. Съветът за национална сигурност на Турция се събира на 3-часово заседание, председателствано от президента Реджеп Ердоган, във връзка с планирания референдум. На следващия ден парламентът на Турция се събира на извънредно заседание, за да удължи мандата на въоръжените сили за военна намеса в Ирак при необходимост.